# Arkona 2
Arkona 2 – polski lampowy monofoniczny radioodbiornik, wytwarzany w Warszawie w Zakładach Radiowych im. Kasprzaka. Dostosowany do odbioru stacji na falach długich, średnich, krótkich i UKF.

## Charakterystyka
Układ odbiornika jest superheterodyną z pojedynczą przemianą częstotliwości, zawiera 5 lamp elektronowych całoszklanych, dziewięcionóżkowych typu nowal (ECC85, ECH81 lokalny oscylator w.cz. i mieszacz, EBF89 wzmacniacz p.cz. i detektor AM, ECL82 przedwzmacniacz i wzmacniacz mocy m.cz., EM80 optyczny wskaźnik dostrojenia). Połączenia wykonane są na płytce drukowanej ustawionej pionowo, z lampami znajdującymi w położeniu poziomym, co sprzyja odprowadzaniu ciepła ze szklanej bańki.
Odbiornik Arkona 2 ma wewnątrz obudowy, po prawej stronie, antenę ferrytową dla zakresów fal długich i średnich. Zakresy fal radiowych zmienia się przy pomocy przełącznika klawiszowego, umieszczonego z przodu obudowy na dole. Schemat elektryczny zbliżony do schematu radioodbiornika Goplana 3211, lecz z zakresem fal UKF i z falami krótkimi w jednym zakresie.
Głośnik wbudowano po lewej stronie skrzynki. Zastosowano klawiszową, skokową regulację tonów niskich i wysokich przy pomocy dwóch klawiszy znajdujących się po skrajnych stronach przełącznika. Tor wzmacniający sygnał audio można użyć jako wzmacniacz dla gramofonu – zewnętrznego źródła sygnału. Gniazdo wejściowe dla gramofonu (z tyłu skrzynki) jako dwa wtyki bananowe.
Z tyłu odbiornika znajdują się: gniazda antenowe dla zewnętrznych anten (jedna dla zakresu DSK i druga dla zakresu UKF), gniazdo uziemienia, gniazdo DIN dla magnetofonu, a także gniazdo dla dodatkowego głośnika zewnętrznego.
W odróżnieniu od modelu radioodbiornika Arkona urządzenie nie zostało wyposażone w podwieszony poniżej gramofon.
Cenę detaliczną odbiornika ustalono na 2150 zł.